# پنا سانت آندریا
پنا سانت آندریا (به ایتالیایی: Penna Sant'Andrea) یک کومونه در ایتالیا است که در استان تیرامو واقع شده‌است.

## خصوصیات
پنا سانت آندریا ۱۱ کیلومترمربع مساحت و ۱٬۷۱۴ نفر جمعیت دارد و ۴۱۳ متر بالاتر از سطح دریا واقع شده‌است.